# شهاب خیل
شهاب خیل (به انگلیسی: Shahab Khel) یک شهرک در پاکستان است که در ناحیه لکی واقع شده‌است.